# トゥルシーダース
ゴースワーミー・トゥルシーダース(गोस्वामी तुलसीदास、1623年頃没)は、インドの聖者、ヴィシュヌ派のラーマーナンディーサムプラーダーヤに属する哲学者、ブラジバーシャー、アワディーを解せ用いた韻士。

## 生涯
ゴースワーミー・トゥルシーダースの正確な出生地は不明だが通説では北インドのウッタル・プラデーシュ州チトラクート県ラージャプル (Rajapur, Uttar Pradesh) で誕生したと見られている。また出生年も1497年、1511年、1523年、1532年、1543年といったように諸説ある。なお没年は一部を除けば1623年頃がほぼ定説となっている。
バラモンの幾多有るゴートラのいずれかの出といわれ、早くに両親が蒸発し、幼少期から物乞いとして暮らすが、それを不憫に思った僧侶によって保護されて寺院で寄食する。グルのシーシャーサーナターナからヴェーダーンガ、ヴェーダ、サンスクリット、ヒンドゥー哲学の教えを受ける。学びを巣立ったのちバラモンの家の娘ラトナーヴァリーと婚約。息子タラクは生まれてまもなく夭折。最終的に妻ラトナーヴァリーと別れトゥルシーダースはサドゥーになった。インド各地を歩き、さらにヒマラヤ山脈を登る。言い伝えによればチベットのマーナサローワル湖で神の奇跡を目の当たりにしたという。それからトゥルシーダースはヴァーラーナシーに落ち着き生涯のほとんどを同地で過ごす。ラーマーナンダの流れを汲むトゥルシーダースはバクティ運動の唱導師として名を馳せ、ヴィシュヌ派のラーマーナンディー・サンプラダーヤ (Ramanandi Sampradaya) の哲学を著わした。
数々の伝説ではトゥルシーダースは死者を蘇生させるなどあまたの奇跡を起こしたと伝えられている。ムガル帝国の皇帝アクバルも一目置いていたといわれ、群衆がトゥルシーダースに付き従った。広く知られた言い伝えによればムガル帝国の皇帝はトゥルシーダースを捕縛して獄に投じたが、獄中でトゥルシーダースはハヌマーンに祈りを捧げたあと猿の軍団が出現してムガル帝国軍を蹴散らした。それから皇帝はトゥルシーダースの足元に跪き「聖者よ、お許しください」と言ったあと解放した。その後両者は固く親交を結んだという。
トゥルシーダースはラーマ信仰を高唱、ブラジバーシャー、アワディーを用いた。アヨーディヤーで書き始めた『ラーマーヤナ』の翻案である叙事詩『ラームチャリットマーナス』を刊行。さらに『ビナエパトリカー』、『ドーハーヴァリー』、『カビターワリー』 、『ギーターワリー』といった書物を書き残した。
1623年頃にヴァーラーナシーのガンジス川の畔アッスィーガート (Assi Ghat) で入滅。ヴァーラーナシーのトゥルシーマーナス寺院、トゥルシーガートはトゥルシーダースの名に由来している。